# Урош Булатовић
Урош Булатовић (Лијешње, код Колашина, 13. јануар 1918 — Београд, 15. јун 1988), учесник Народноослободилачке борбе, капетан прве класе ЈА, друштвено-политички радник САП Косова и народни херој Југославије.

## Биографија
Рођен је 13. јануара 1918. године у селу Лијешње, код Колашина. Потицао је из сиромашне сељачке породице, која се, због лоше материјалне ситуације, 1921. године преселила у Косово Поље. Након завршене основне школе, бавио се земљорадњом, а повремено и сезонским физичким пословима. Као минер је радио на изградњи железничке пруге Подујево–Приштина–Пећ, где се упознао са тешким животом сиромашник радника-пролетера. Још пре почетка Другог светског рата, повезао се са припадницима омладинског револуционарног покрета, од којих је добијао револуционарну комунистичку литературу.
Године 1941, непосредно пред почетак Другог светског рата у Југославији, био је позван на војну вежбу у Приштину. На вест о потписивању Тројног пакта, 25. марта 1941. године, у Приштини су избиле демонстрације, а он је био међу групом војника, која се ту затекла и придружио се демонстрантима, након чега је био ухапшен. Убрзо потом, након војног пуча од 27. марта, био је пуштен из притвора. Краткотрајни Априлски рат и капитулација Југословенске војске су га затекли у околини Призрена, одакле се наоружан вратио кући.

### Народноослободилачка борба
У току лета 1941. године, повезао се са комунистичким групама на Косову и Метохији и након тога је активно учествовао у Народноослободилачком покрету (НОП). Био је задужен за рад са две групе активиста из Косова Поља, које су радиле на прикупљању оружја и муниције. Био је на челу самоорганизоване страже, која је чувала село од упада разних банди, а руководио је и војном обуком омладинаца. Фебруара 1942. године, по задатку је био послат у Приштину, где се повезао са Александром Маровићем, чланом Среског комитета КПЈ за Приштину. Он му је саопштио да је примљен у Комунистичку партију Југославије (КПЈ) и дао му задатке и упутства за формирање прве партијске ћелије у Косову Пољу.
Приликом повратка из Приштине, на улици га је пресрела полицијска патрола у намери да га легитимише. Пошто није имао документа, потукао се са полицајцима и успео да им побегне, али је након тога наишао на италијанску карабињерску патролу, која га је савладала и ухапсила. Приликом хапшења, код њега је пронађен илегални партијски материјал, због чега је у затвору током истраге био мучен. Он је упорно тврдио да су му материјал подметнули полицајци с којима се сукобио на улици. Јуна 1942. године, био је интерниран у Албанију и логор у граду Пука, а касније је био премештен у логор у месту Бурел. Током боравка у логорима, активно је учествовао у колективу логораша припадника НОП-а. Логораши су били формирали илегални партизански батаљон од логораша, у коме је био именован за водника.
Када је септембра 1943. године дошло до капитулације Италије, успео је да побегне из логора и из Албаније пређе у западну Македонију, где се прикључио партизанима. Одмах је био постављен за командира чете у Косовском партизанском одреду и тада му је био саопштен поновни пријем у КПЈ, пошто претходни није био нигде евидентиран. Истицао се храброшћу у свим борбама, а посебно се истакао у борбама за ослобођење Кичева, октобра 1943. године, када је као командир чете пратећих оруђа омогућио освајање јаких утврђења и разбијање непријатељских формација. Приликом формирања Прве македонско-косовске ударне бригаде, 11. новембра 1943. године био је постављен за командира чете.
Крајем јануара и почетком фебруара 1944. године, истакао се у борбама вођеним против немачких и бугарских снага на југословенско-грчкој граници. Са својом јединицом одбијао је снажне немачке нападе и тиме обезбедио извлачење изнемоглих и рањених бораца. Код села Слатина, на путу Охрид–Кичево, 30. априла 1944. године с још двојицом бораца на препад је заробио групу од 40 немачких војника и балиста, с комором од 30 коња и комплетним наоружањем. Од дела бораца Прве косовско-метохијске бригаде, који су били са Косова и Метохије, 24. јуна 1944. године, формирана је Прва косовско-метохијска бригада, у којој је био постављен за заменика команданта батаљона.
Приликом уличних борби Прве косовско-метохијске и Прве македонске бригаде за ослобођење Дебра, јула 1944. године, упао је у бункер убио непријатељског официра и запленио митраљез. У близини села Глобочица, на југословенско-албанској граници, септембра 1944. године, је са својом јединицом уништио комбиновани немачко-балистички Штаб и убио више од 20 нижих официра. Почетком октобра 1944. године био је постављен за команданта Првог батаљона Прве косовско-метохијске бригаде. У току непријатељске офанзиве, октобра 1944. године истакао се у борбама у околини Ђаковице. На положају код Дечана, приликом одбијања немачког против напада, 4. новембра 1944. године тешко га је ранила минобацачка граната. Иако тешко рањен, успео је да изда даља наређења и одреди свог заменика. Током опоравка био је произведен у чин капетана прве класе.

### Послератни период
Након ослобођења Југославије, као инвалид прве категорије, био је демобилисан из Југословенске армије (ЈА), па се бавио друштвено-политичким радом. Био је потпредседник и секретар Обласног одбора Ратних војних инвалида Аутономне Косовско-Метохијске Области, начелник Управе за борачка и инвалидска питања Извршног већа Скупштине Аутономне Косовско-Метохијске Области, директор предузећа „Дуван” у Приштини, одборник Општинског и Среског Народноослободилачког одбора у Приштини и члан Народноослободилачког одбора Аутономне Косовско-Метохијске Области. Пензионисан је 1964. године, након чега је био активан у Савезу бораца НОР-а и био је члан Републичког одбора СУБНОР-а Србије.
Умро је 15. јуна 1988. године у Београду и сахрањен је у Алеји народних хероја на Новом гробљу у Београду.
Носилац је Партизанске споменице 1941. и других југословенских одликовања. Орденом народног хероја одликован је 27. новембра 1953. године.